# Награди „Оскар“ (87-а церемония)
Осемдесет и седмата церемония по връчване на филмовите награди „Оскар“ се провежда на 22 февруари 2015 г. в Долби Тиътър в американския град Лос Анджелис, а водещ на шоуто е Нийл Патрик Харис. Номинациите са обявени на 15 януари от президента на академията Шерил Бун Айзъкс, Джей Джей Ейбрамс, Алфонсо Куарон и Крис Пайн.

## Награди
| Най-добър филм | Най-добър режисьор |
| --- | --- |
| - Бърдмен - Американски снайперист - Юношество - Гранд Хотел Будапеща - Игра на кодове - Селма - Теорията на всичко - Камшичен удар | - Алехандро Гонсалес Иняриту – Бърдмен - Уес Андерсън – Гранд Хотел Будапеща - Ричард Линклейтър – Юношество - Бенет Милър – Ловец на лисици - Мортен Тилдум – Игра на кодове |
| Най-добра мъжка роля | Най-добра женска роля |
| - Еди Редмейн – Теорията на всичко - Стийв Карел – Ловец на лисици - Брадли Купър – Американски снайперист - Бенедикт Къмбърбач – Игра на кодове - Майкъл Кийтън – Бърдмен                                                                           | - Джулиан Мур – Все още Алис - Марион Котияр – Два дни, една нощ - Фелисити Джоунс – Теорията на всичко - Розамунд Пайк – Не казвай сбогом - Рийз Уидърспун – Моето приключение в дивото |
| Най-добра поддържаща мъжка роля | Най-добра поддържаща женска роля |
| - Джей Кей Симънс – Камшичен удар - Робърт Дювал – Съдията - Итън Хоук – Юношество - Едуард Нортън – Бърдмен - Марк Ръфало – Ловец на лисици | - Патриша Аркет – Юношество - Лора Дърн – Моето приключение в дивото - Кийра Найтли – Игра на кодове - Ема Стоун – Бърдмен - Мерил Стрийп – Вдън горите |
| Най-добра анимация | Най-добра оригинална песен |
| - Героичната шесторка - Кутийковците - Как да си дресираш дракон 2 - Песента на морето - Приказка за принцеса Кагуя | - „Glory“ от Селма – Джон Леджънд и Комън - „Everything Is Awesome“ от LEGO: Филмът – Шон Патерсън - „Grateful“ от Beyond the Lights – Даян Уорън - „I'm Not Gonna Miss You“ от Glen Campbell: I'll Be Me – Глен Кембъл и Джулиан Реймънд - „Lost Stars“ от Begin Again – Грег Александър и Даниел Брисбоа |
| Най-добър оригинален сценарий | Най-добър адаптиран сценарий |
| - Алехандро Гонсалес Иняриту, Никола Джакобон, Александър Динеларис и Армандо Бо – Бърдмен - Ричард Линклейтър – Юношество - Е. Макс Фрай и Дан Футерман – Ловец на лисици - Уес Андерсън и Хюго Гинес – Гранд Хотел Будапеща - Дан Гилрой – Лешояда | - Греъм Мур – Игра на кодове - Джейсън Хол – Американски снайперист - Пол Томас Андерсън – Inherent Vice - Антъни Маккартън – Теорията на всичко - Деймиън Шазел – Камшичен удар |

## Филми с най-много номинации и награди
Следните филми получават най-много номинации
- 9 номинации: Бърдмен и Гранд Хотел Будапеща
- 8 номинации: Игра на кодове
- 6 номинации: Американски снайперист и Юношество
- 5 номинации: Ловец на лисици, Интерстелар, Теорията на всичко и Камшичен удар
- 4 номинации: Г-н Търнър
- 3 номинации: Вдън горите и Несломен
- 2 номинации: Пазители на Галактиката, Ида, Inherent Vice, Селма и Моето приключение в дивото

Следните филми получават най-много награди
- 4 награди: Бърдмен и Гранд Хотел Будапеща
- 3 награди: Камшичен удар